# Castellot d'Estaís
El Castellot d'Estaís és un castell medieval del terme municipal d'Espot, a la comarca del Pallars Sobirà.
Està situat a l'esquerra del Riu Escrita i a la dreta del Barranc d'Estaís. Queda al sud-est del poble d'Estaís i davant i a ponent del Castell de Llort, amb el qual constituïa una defensa de l'accés a la vall d'Espot.
Amb el Castell d'Escaló com a centre, el d'Estaís —juntament amb la Torrassa, i els castells d'Escart, Castell de Berrós, Llavorre i Llort— constituïa la línia defensiva d'accés meridional a la Vall d'Àneu.
D'aquest antic castell, actualment només queden algunes restes: dos murs d'uns 13 metres de llargada que fan angle al sud-est i al sud-oest, i algunes pedres grosses amuntegades a la part oposada, al nord-oest. L'absència de documentació sobre aquest castell fa que no se’n puguin fer gaire conjectures.